# Werner Altegoer
Werner Altegoer bei der Verleihung des Ehrenring der Stadt Bochum, 2004

Link zum Bild

Werner Altegoer (* 18. Juni 1935 in Bochum; † 9. Januar 2013 in Dortmund) war ein deutscher Fußball-Funktionär und zuletzt von 2002 bis 2010 Aufsichtsratsvorsitzender des VfL Bochum.
Altegoer durchlief die Jugendabteilung des VfL Bochum bis zum 15. Lebensjahr. Danach entschied er sich gegen den Fußball und machte eine Lehre im Bergbau beim Bochumer Kohlenkontor, einer Tochtergesellschaft der bergrechtlichen Gewerkschaft Zeche Vereinigte Constantin der Große.
Erst 1978 trat Altegoer offiziell dem VfL als Mitglied bei. Ende der 1970er Jahre half er finanziell, den Wechsel von Jochen Abel von Westfalia Herne nach Bochum zu ermöglichen. 
Der Unternehmer Altegoer war von 1980 bis 1982 und von 1990 bis 1993 Vorsitzender des Wirtschaftsrats des VfL Bochum. 1993 trat er die Nachfolge von Ottokar Wüst an und wurde Präsident des Vereins. Während seiner Präsidentschaft wurden in Bochum professionelle Strukturen geschaffen, das Stadioncenter gebaut und zog die Mannschaft zweimal in den UEFA-Cup ein. Bis zum 30. Oktober 2002 hatte er dieses Amt inne. Am gleichen Tag wurde Altegoer Aufsichtsratsvorsitzender des VfL Bochum.
Am 4. Oktober 2010 erklärte er auf der Jahreshauptversammlung des Vereins seinen Rücktritt, nachdem die Mitglieder dem Aufsichtsrat die Entlastung verweigert hatten. Altegoer blieb jedoch bis zur darauf folgenden Mitgliederversammlung im Dezember 2010 geschäftsführend im Amt, dann übergab er den Aufsichtsratsvorsitz an Ernst-Otto Stüber. Im Rahmen der Jahreshauptversammlung 2011 des VfL wurde Altegoer zum Ehrenvorsitzenden des Aufsichtsrates ernannt.
Am 9. Januar 2013 starb Altegoer im Alter von 77 Jahren nach schwerer Krankheit im Knappschaftskrankenhaus Dortmund.
Altegoer war verheiratet und hatte zwei Kinder. Er lebte in Bochum. 

## Auszeichnungen
- 2004: Ehrenring der Stadt Bochum[4]

## Trivia
Ihm zu Ehren verleiht sein ehemaliger Verein, der VfL Bochum, an „herausragende und engagierte Nachwuchsspieler des Klubs“ die „Werner-Altegoer-Medaille“.